# Apamea alopecurus
Apamea alopecurus är en fjärilsart som beskrevs av Eugen Johann Christoph Esper 1790. Apamea alopecurus ingår i släktet Apamea och familjen nattflyn. Inga underarter finns listade i Catalogue of Life.